# Théophile Bader
Théophile Bader (* 24. April 1864 in Dambach-la-Ville; ✡ 16. März 1942 in Paris) war ein französischer Textil-Kaufmann und Produzent und Gründer der Galeries Lafayette. Er entstammte einer alten jüdischen Familie und blieb sein ganzes Leben lang gläubiger Jude. Sein Leben ist dokumentiert in den  jüdischen Archiven in Frankreich.  Dieser Artikel beruht, wenn nichts anderes angegeben, darauf.

## Leben

### Jugend und Beginn als Geschäftsmann
Théophile Bader wurde in Dambach-la-Ville geboren als Sohn einer jüdischen Familie, die einen kleinen Textilhandel betrieb. Ihre Vorfahren waren Viehhändler und Winzer. Die Familie hieß ursprünglich Lévy und nahm nach 1808 wegen des Namens-Dekrets von Napoleon I. den Namen Bader an. Nach der Annexion des Elsass durch das Deutsche Reich 1871 wanderte die Familie nach Belfort aus, da sie nicht unter deutscher Herrschaft leben wollte. Nach der Schule schickte seine Familie Théophile  nach Paris zu Verwandten, die in der Textil-Konfektion arbeiteten.

### Galeries Lafayette
1893 tat sich Théophile mit seinem Cousin Alphonse Kahn (1865–1926) zusammen, um ein kleines Kurzwarengeschäft, „Les Galeries“ zu  gründen. 1896 erweiterten sie ihr Geschäft um ein Haus in der Rue de La Fayette und nannten es fortan „Galeries Lafayette“. Bis 1905 erweiterten sie ihr Geschäft um weitere Gebäude, auch am Boulevard Haussmann. Der Erfolg beruht darauf, dass sie modische Qualitätswaren zu moderaten Preisen anboten. Schon 1905 begannen sie, einen Versandhandel auf Katalogbasis aufzuziehen. Ab 1917 produzierten sie selbst Textilen in der  „Société parisienne de confection“.
1899 überführte Théophile Bader sein Geschäft in eine Aktiengesellschaft (société anonyme), ab 1906 bis 1912 renovierte er sein Warenhaus vollständig. Den Umbau leitete hauptsächlich der Architekt Ferdinand Chanut. In einer Stahlkonstruktion mit ornamentalen Verzierungen entstand ein lichtes, elegantes Gebäude mit farbigen Glasfenstern im Jugend- und Art-déco-Stil mit orientalischem Einschlag und einer großen Kuppel zu Beleuchtung. Bis heute prägt dieser Stil das Haus.

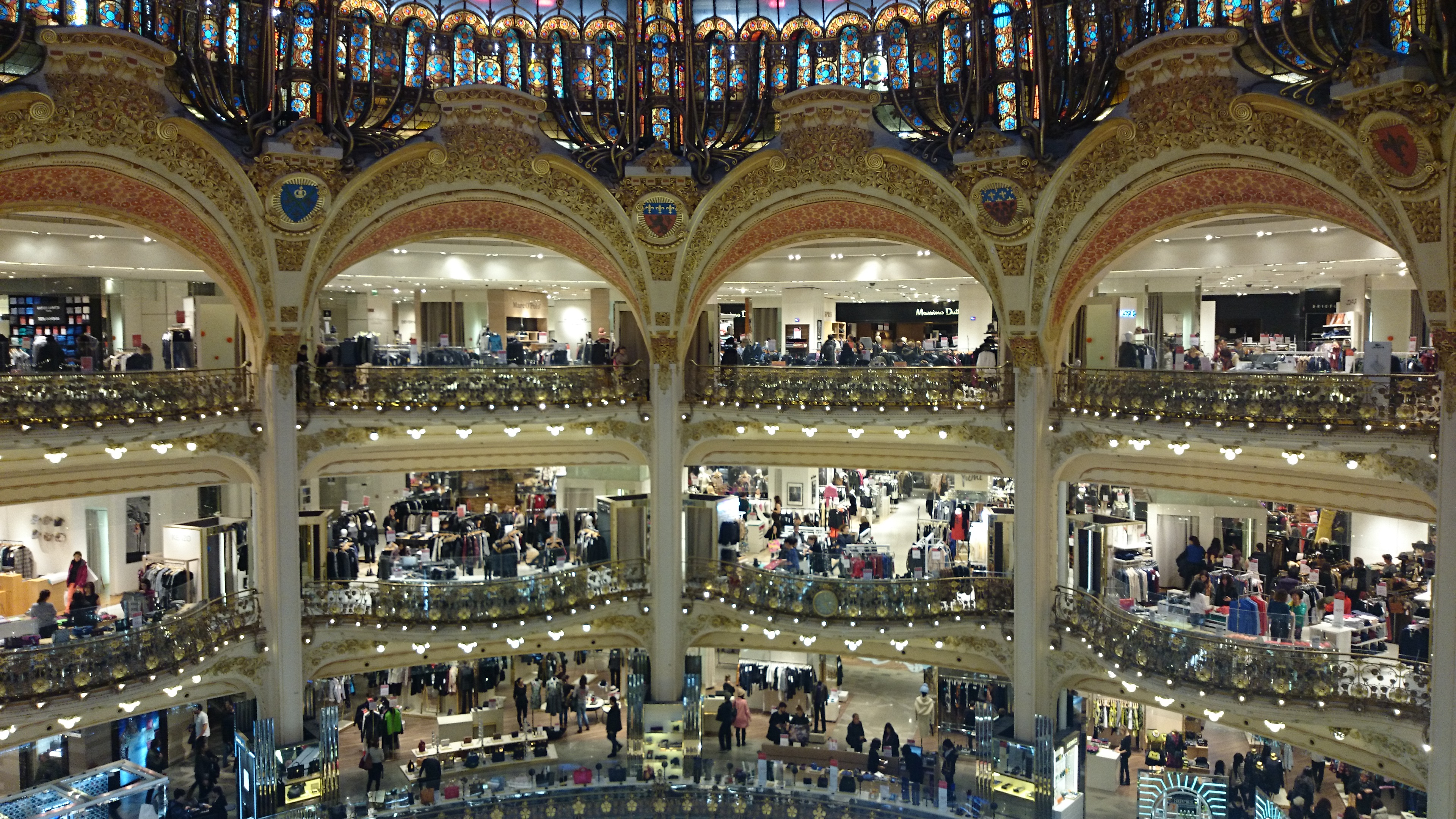
Galeries Lafayette Paris

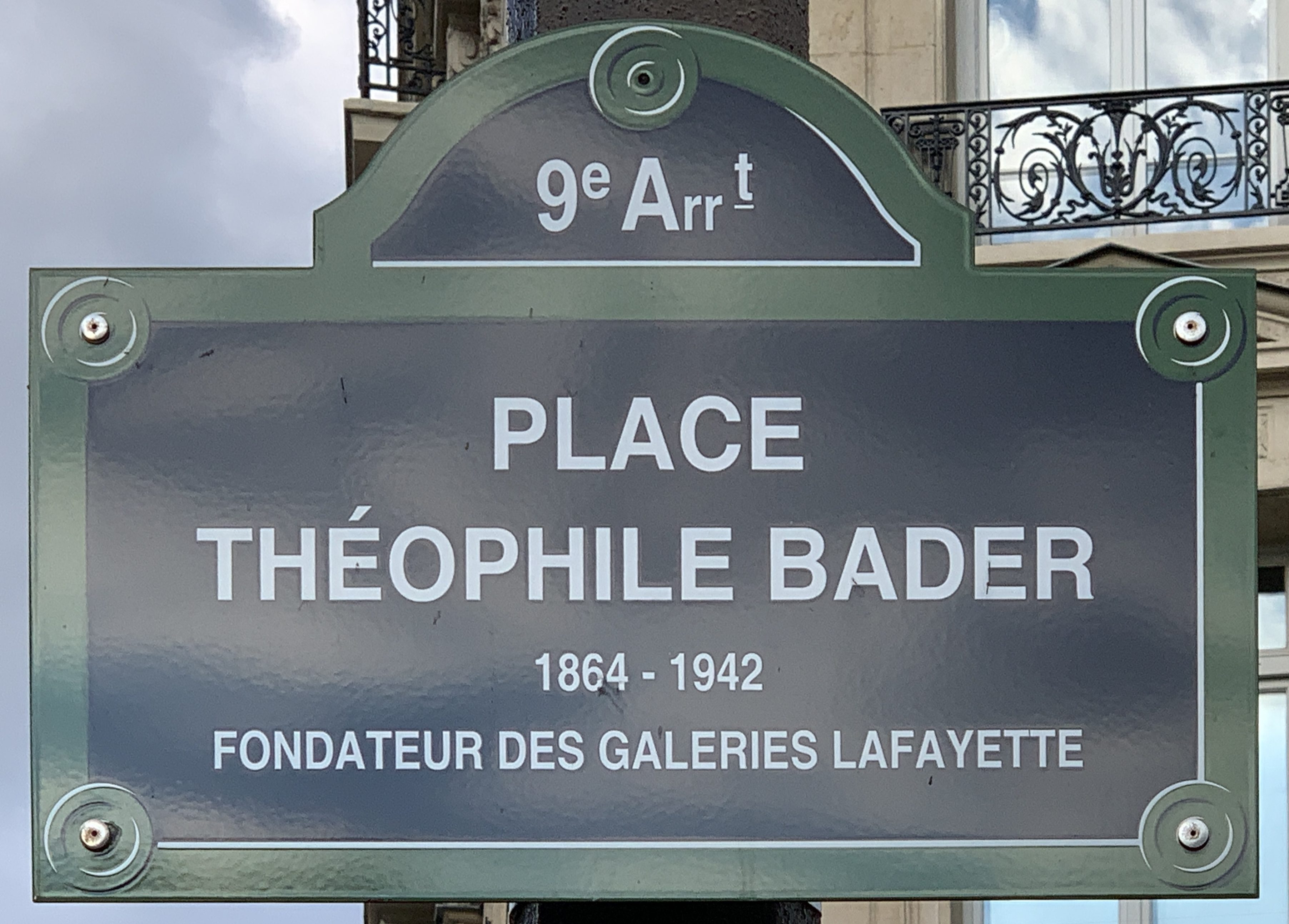
Place Théophile Bader – Paris IX

1912 übernahm Théophile Bader die Anteile von Alphonse Kahn und wurde Alleineigentümer. Er gründete Filialen in französischen Großstädten:  Nizza (1916), Lyon (1919), Montpellier, Nantes und Vichy (1926).
Schon früh sorgte sich Théophile Bader um seine Angestellten: Er richtete Kinderkrippen, einen Hilfsfonds (1899) und  einen Vorsorgefonds (1909) ein.
1932, während der Weltwirtschaftskrise, gründete Théophile Bader die Monoprix Kette, die das genaue Gegenteil der Galeries Lafayette waren: Geschäfte des täglichen Bedarfs zu günstigen Preisen. Die Kette wurde ein großer Erfolg: 1939 gab es bereits 23 Geschäfte in Frankreich. Wegen einer schweren Erkrankung übergab Théophile Bader ab 1935 die Leitung seiner Geschäfte an seine zwei Schwiegersöhne Raoul Meyer und Max Heilbronn.

### Zweiter Weltkrieg und Tod
Nach der französischen Kapitulation und deutschen Besetzung 1940 wurden die Galeries Lafayette arisiert. Sowohl Théophile Bader, Raoul Meyer, Max Heilbronn als auch 129 jüdische Angestellte wurden entlassen, die 3 Eigentümer enteignet. Von seiner Krankheit und dem tragischen Schicksal gezeichnet, starb Théophile Bader 1942 in Paris. Nach der Befreiung Frankreichs erhielt Raoult Meyer sein Eigentum zurück. Max Heilbronn wurde 1945 im Konzentrationslager befreit und übernahm zusammen mit Raoult Meyer die Leitung der Galeries Lafayette.

### Judentum
Théophile Bader blieb sein ganzes Leben seiner jüdischen Religion treu. Er heiratete seine Frau Jeanne Bloch  in der Synagoge, respektierte die traditionellen jüdischen Feiertage und unterstützte die „Guten Werke“ für Juden. Seine beiden Töchter wurden in der Synagoge vom Großrabbiner Jacob Kaplan verheiratet. Einer seiner Urenkel wurde Rabbiner.